# Kataryniarze
Kataryniarze – Kabaretowa Rewelacja Miesiąca – cykl comiesięcznych imprez kabaretowych, odbywający się od 1997 roku w Trójmieście. Początkowo comiesięczne występy miały miejsce na Scenie Kameralnej Teatru Wybrzeże, a potem w gdańskim Multikinie. Poza polskimi kabaretami w pierwszym cyklu wystąpił między innymi Piotr Machalica.
Corocznie odbywała się także Gala Finałowa – kabaretowa Rewelacja Roku oraz przyznawana była nagroda Kataryniarza Roku. Nagrodę tę przyznawali przedstawiciele środowisko kabaretowego. Oprócz tego kabarety mogły otrzymać również wyróżnienie Katarynka przyznane m.in. kabaretom: Koń Polski, Kabaret Potem, Grupa Rafała Kmity.

## Laureaci nagrody Kataryniarz Roku
Laureaci dorocznej nagrody (w nawiasie podano miejsce uroczystej gali).
- 1998 – Ireneusz Krosny (Gdańsk, Teatr Wybrzeże)[5][1];
- 1999 – Mumio (Gdańsk, Teatr Wybrzeże)[5][6];
- 2000 – Władysław Sikora (Gdańsk, Teatr Wybrzeże)[5][7];
- 2005 – Mumio (Sopot, Opera Leśna)[5];
- 2006 – Kabaret Hrabi (Opole)[5];
- 2006 – Kabaret Hrabi (Sopot, Opera Leśna)[5];
- 2007 – Artur Andrus (Warszawa, Sala Kongresowa)[8], gala przyznania nagrody za 2007 rok odbyła się w 2008 roku[8][1].

Dodatkową nagrodę Kataryniarz XX Wieku otrzymał w 1999 roku Jacek Fedorowicz. Honorowym kataryniarzem za rok 2007 został Stanisław Tym.